# Penitenciária Heshmatiyeh
Penitenciária Heshmatiyeh (em persa: زندان حشمتیه Zendān Heshmatiyeh) é uma prisão do Irã, localizada no leste da cidade de Teerã, capital do país. Esta penitenciária é conhecida pela existência de uma ala destinada aos presos políticos.

## Líderes iranianos da oposição na penitenciária de Heshmatiyeh
De acordo com relatos, os líderes da oposição iraniana, Mir Hossein Mousavi e Mehdi Karroubi, e suas esposas Zahra Rahnavard e Fatemeh Karroubi, foram retirados de suas casas pelas forças de segurança para a penitenciária de Heshmatiyeh em Teerã.